# Psofòdids
Els psofòdids (Psophodidae) són una família d'ocells passeriformes, originaris d'Austràlia i zones properes.
Tenen una història taxonòmica complicada i diferents autors varien en quins ocells inclouen a la família. En el sentit més estricte, inclou només les cinc o sis espècies d'ocells i becs (Psophodes i Androphobus), però alguns autors també inclouen els tords de guatlla (Cinclosoma), vuit espècies d'ocells terrestres que es troben a Austràlia i Nova Guinea, i els balbucs de joies (Ptilorrhoa), tres o quatre espècies que es troben a la selva tropical de Nova Guinea. Altres els situen a la seva pròpia família, els Cinclosomàtids. Antigament de vegades es col·locava en aquesta família, que llavors s'anomenaria Eupetidae.

## Descripció
Tenen entre 19 i 31 anys cm de llarg. Principalment, són de color verd oliva o marró i tenen una cresta.

## Distribució i hàbitat
Tots es troben a Austràlia i es troben diversos hàbitats, des de la selva tropical fins als matolls àrids. La psofoda occidental es considera gairebé amenaçada a causa de la pèrdua d'hàbitat i els incendis, mentre que la psofoda de Nova Guinea es classifica entre el grup de les espècies amb dades insuficients per a poder decidir-ne la protecció.

## Llista de gèneres
Segons la classificació del Congrés Ornitològic Internacional (versió 10.2, 2020) aquesta família està formada per dos gèneres amb 6 espècies.
- Gènere Androphobus, amb una espècie: psofoda de Nova Guinea (Androphobus viridis).
- Gènere Psophodes, amb 5 espècies.
  - Psofoda barbablanc, Psophodes olivaceus
  - Psofoda de bigotis, Psophodes nigrogularis
  - Psofoda pitblanc, Psophodes leucogaster
  - Psofoda crestat occidental, Psophodes occidentalis
  - Psofoda crestat oriental, Psophodes cristatus